# Calceolaria australis
Calceolaria australis là một loài thực vật thuộc họ Scrophulariaceae. Đây là loài đặc hữu của Ecuador.